# Wahlenbergia kowiensis
Wahlenbergia kowiensis là loài thực vật có hoa trong họ Hoa chuông. Loài này được R.A.Dyer miêu tả khoa học đầu tiên năm 1936.